# Trofeo Ciudad de Palma 1984
El Trofeo Ciudad de Palma 1984 fue la 16.ª versión del torneo amistoso Trofeo Ciudad de Palma, disputado en Palma de Mallorca, capital de la comunidad autónoma de las Islas Baleares, ubicada en la isla de Mallorca (España). Participaron el club organizador, Real Mallorca, junto a FC Barcelona, ambos de España, Watford FC de Inglaterra, y Universidad Católica de Chile.
El campeón de la edición fue Universidad Católica, que derrotó 2-3 al FC Barcelona en la final.Equipo que se presentó con juveniles a este cuadrangular sin importancia para el club

## Resultados[3]
Semifinal
| Equipo local  | Equipo visitante     | Marcador |
| ------------- | -------------------- | -------- |
| Real Mallorca | Universidad Católica | 0-2      |
| FC Barcelona  | Watford FC           | 2-1      |

3.º puesto
| Equipo local  | Equipo visitante | Marcador |
| ------------- | ---------------- | -------- |
| Real Mallorca | Watford FC       | 2-1      |

Final
| Equipo local | Equipo visitante     | Marcador |
| ------------ | -------------------- | -------- |
| FC Barcelona | Universidad Católica | 2-3      |

## Detalle
Semifinal
| 16 de agosto de 1984 | Real Mallorca | 0:2 (0:1) | Universidad Católica    | Lluís Sitjar, Mallorca |  |
|                      |               |           | Hurtado 40' · Olmos 73' |                        |  |

| 17 de enero de 1984 | FC Barcelona                  | 2:1 (2:1) | Watford FC   | Lluís Sitjar, Mallorca |  |
|                     | Schuster 1' (pen.) · Rojo 31' |           | Johnston 37' |                        |  |

3.º puesto
| 18 de agosto de 1984 | Real Mallorca          | 2:1 (1:0) | Watford FC   | Lluís Sitjar, Mallorca |  |
|                      | Dacosta 3' · Verón 65' |           | Blissett 64' |                        |  |

Final
| 1  | PO | Amador          |  |
| 2  | DF | Gerardo         |  |
| 3  | DF | Fradera         |  |
| 5  | DF | Josep Moratalla |  |
| 4  | DF | Manolo          |  |
| 6  | MC | Pedraza         |  |
| 7  | MC | Esteban         |  |
| 8  | MC | Urbano          |  |
| 10 | DE | Pichi Alonso    |  |
| 14 | DE | Clos            |  |
| 11 | DE | Marcos          |  |
| DT | DT | Terry Venables  |  |

| 1  | PO | Marco Cornez       |  |
| 2  | DF | Rubén Espinoza     |  |
| 3  | DF | René Valenzuela    |  |
| 5  | DF | Óscar Lihn         |  |
| 4  | DF | Carlos Soto        |  |
| 8  | MC | Patricio Mardones  |  |
| 6  | MC | Mario Lepe         |  |
| 10 | MC | Miguel Ángel Neira |  |
| 7  | MC | Juvenal Olmos      |  |
| 9  | DE | Osvaldo Hurtado    |  |
| 11 | DE | Jorge Aravena      |  |
| DT | DT | Ignacio Prieto     |  |

| 9  | MC | Archibald |  |
| 15 | DF | Rojo      |  |

| 15 | MC | Marchioni | [ 4 ] |
|    |    |           |       |

|  | 35'        | Esteban      | 1-0 |
|  | 49' (pen.) | Pichi Alonso | 2-2 |

|  | 36' | Hurtado | 1-1 |
|  | 41' | Aravena | 2-1 |
|  | 50' | Aravena | 3-2 |

|  |
|  |

|  |
|  |

|  |  |
|  |  |
|  |  |
|  |  |
|  |  |
|  |  |

| 1  | PO | Amador          |  |
| 2  | DF | Gerardo         |  |
| 3  | DF | Fradera         |  |
| 5  | DF | Josep Moratalla |  |
| 4  | DF | Manolo          |  |
| 6  | MC | Pedraza         |  |
| 7  | MC | Esteban         |  |
| 8  | MC | Urbano          |  |
| 10 | DE | Pichi Alonso    |  |
| 14 | DE | Clos            |  |
| 11 | DE | Marcos          |  |
| DT | DT | Terry Venables  |  |

| 1  | PO | Marco Cornez       |  |
| 2  | DF | Rubén Espinoza     |  |
| 3  | DF | René Valenzuela    |  |
| 5  | DF | Óscar Lihn         |  |
| 4  | DF | Carlos Soto        |  |
| 8  | MC | Patricio Mardones  |  |
| 6  | MC | Mario Lepe         |  |
| 10 | MC | Miguel Ángel Neira |  |
| 7  | MC | Juvenal Olmos      |  |
| 9  | DE | Osvaldo Hurtado    |  |
| 11 | DE | Jorge Aravena      |  |
| DT | DT | Ignacio Prieto     |  |

| 9  | MC | Archibald |  |
| 15 | DF | Rojo      |  |

| 15 | MC | Marchioni | [ 4 ] |
|    |    |           |       |

|  | 35'        | Esteban      | 1-0 |
|  | 49' (pen.) | Pichi Alonso | 2-2 |

|  | 36' | Hurtado | 1-1 |
|  | 41' | Aravena | 2-1 |
|  | 50' | Aravena | 3-2 |

|  |
|  |

|  |
|  |

|  |  |
|  |  |
|  |  |
|  |  |
|  |  |
|  |  |

| Chile                        |
| Campeón Universidad Católica |